# Fiat Ritmo
Der Fiat Ritmo ist ein von Frühjahr 1978 bis Ende 1988 gebautes Fahrzeug der Kompaktklasse des Automobilherstellers Fiat. Er ersetzte den seit 1969 gebauten Fiat 128.
Seine Vollheck-Karosserie mit den weit hochgezogenen grauen Kunststoffstoßfängern war zukunftsweisend, galt seinerzeit jedoch als gewöhnungsbedürftig. Vorn trug die bis zur Mitte der Scheinwerfer hochgezogene Verkleidung asymmetrisch angeordnete Schlitze, um den Kühlergrill zu ersetzen. Mit dem Facelift im Herbst 1982 wurde der Bug und das Heck konventioneller gestaltet und vorn ein Kühlergrill sowie hinten größere Rückleuchten verwendet.
Von 2008 bis 2009 wurde der Fiat Bravo in Australien als Fiat Ritmo angeboten, weil Mazda dort schon den Mazda Bravo im Programm hatte.

## Modellgeschichte

### Allgemeines

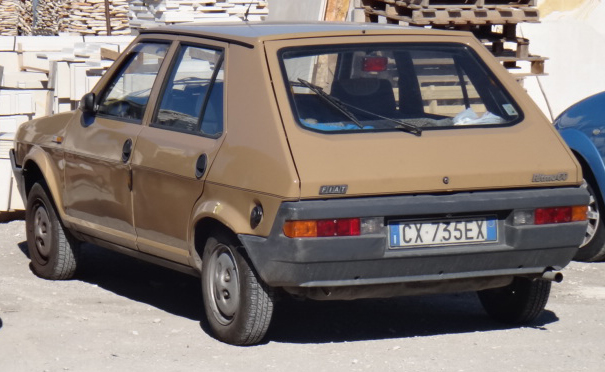
Heckansicht

Im April 1978 führte Fiat den Ritmo, der als Projekts 138 entwickelt wurde, ein. Dieses Projekt begann 1972 mit dem Ziel, den Fiat 128 durch ein moderneres Modell zu ersetzen.
Der Ritmo wurde im Fiat-Werk Cassino (FR) und im Werk Rivalta (TO) produziert und debütierte auf dem Turiner Autosalon 1978. Kennzeichnend war die völlig neue Vollheck-Karosserie mit großer Heckklappe, serienmäßigem Heckscheibenwischer und Abdeckung des 300 Liter fassenden Kofferraums. Auf Glanz- und Chromteile wurde beim Ritmo vollständig verzichtet. Der Cw-Wert betrug 0,38, erreicht unter anderem durch eine Strömungskante am Dachabschluss, die jedoch bis 1982 aerodynamische Nachteile zeigte, da sie Wirbel erzeugte, die den Heckbereich verschmutzten.
Der Ritmo wurde in drei Karosserievarianten angeboten:
- Schrägheck mit drei oder fünf Türen,
- Cabrio mit Stoffdach und Überrollbügel, von Bertone hergestellt.

Das Centro Stile Fiat unter Gianpaolo Boano gestaltete eine kompakte Limousine (unter 4 Meter Länge) mit integrierten Kunststoffstoßfängern („Schutzschilde“) aus grauem Kunststoff. Die schmalen Rückleuchten waren versenkt angeordnet. Die großen Stoßfänger aus Kunststoff waren zunächst ungewohnt, da sie wie eine fehlende Stoßfänger wirkten (in Frankreich hatte die Renault 5 dies bereits 1972), wurden aber in zweifarbiger Ausführung (und damit optisch wesentlich klassischer) innerhalb des Fiat-Konzerns ab 1979 auch beim Lancia Delta, der teilweise in technischen Belangen mit dem Ritmo verwandt ist eingesetzt. An der Front waren die asymmetrisch angeordneten Lufteinlässe charakteristisch. Die runden Türgriffe und die besonders gestalteten Stahlfelgen im Kontrast zu den straffen Linien der Karosserie stellten ein weiteres Gestaltungsmerkmal des Fiat Ritmo dar. Die Kunststoffteile im Innenraum wurden im Laufe der ersten Serie zweifarbig abgesetzt. Die Innenraumgestaltung mit einteiliger Kunststoffplatte und Türverkleidungen war auf Funktionalität und Platz für fünf Personen ausgelegt, wurde jedoch wegen der einfachen Materialqualität und fehlender Stoffelemente kritisiert.
Das technische Konzept mit der bereits bewährter Vorderradantriebstechnik übernahm Fiat vom 128. Am Fahrwerk erfolgten lediglich eine Verlängerung der Federwege und eine neue Abstimmung der Federung und Dämpfung. Der Motor mit Motorblock aus Grauguss, Aluminiumzylinderkopf, fünffach gelagerter Kurbelwelle und obenliegender, Zahnriemengetriebener Nockenwelle wurde quer vorne eingebaut, daneben das Getriebe mit Differential. Zwei verschieden lange Antriebswellen trieben die Vorderräder an. Alle Räder waren einzeln aufgehängt: vorn an MacPherson-Federbeinen und Querlenkern, hinten an Dämpferbeinen und trapezförmigen Querlenkern mit einer Querblattfeder. Die Lenkung wirkte über ein Ritzel und eine Zahnstange auf kurze Spurstangen. Es war ein hydraulisches Zweikreisbremssystem mit Scheibenbremsen vorn und Trommelbremsen hinten verbaut. Die Handbremse wird per Seilzug betätigt.
Zum Start gab es zwei Ausstattungsvarianten (L und CL) und vier Motoren: Den 60L mit einem 1.050-cm³-Motor (60 PS, „Brasil“-Familie, ursprünglich vom Fiat 147), den 60CL mit einem 1.116-cm³-Motor (60 PS, vom 128), den 65 mit einem neuen 1.301-cm³-Motor (65 PS) und den 75 mit einem 1.498-cm³-Motor (75 PS), letztere auch mit einem optionalen Dreigang-Automatikgetriebe (VW-Derivat). Das manuelle Getriebe war wahlweise mit vier oder fünf Gängen erhältlich, wobei die Fünfgangoption nur für die CL-Versionen verfügbar war. Der 75 war primär für Exportmärkte gedacht und in Italien weniger erfolgreich, da die Leistung die höheren Steuer- und Versicherungskosten nicht rechtfertigte.
In englischsprachigen Märkten hieß der Ritmo „Strada“. Die oft genannte Begründung, „Ritmo“ sei wegen einer angeblichen Verbindung zum Menstruationszyklus geändert worden, gilt als urbane Legende; wahrscheinlicher war die Anpassung an die Aussprache. Gianni Agnelli präsentierte den Strada 1979 in den USA mit einem 1,5-Liter-Motor mit Einspritzung und Abgasreinigung sowie Automatikgetriebe, doch der Markteintritt scheiterte nach drei Jahren. In den Vereinigten Staaten erhielten die Fiat Strada zusätzlich angebaute Stoßfänger nach amerikanischer Norm, die die klare Gestaltung der Karosserie wesentlich beeinträchtigten. 
Das von Bertone entworfene und gebaute Cabriolet erschien Ende 1981 mit einem Überrollbügel und einem Heckdesign, das durch Hochklappen des Heckfensters und Herunterklappen des Kofferraumdeckels geöffnet wurde (Prototyp 1979 in Frankfurt). Gleichzeitig kamen die „Super“-Modelle (75 mit 1.301 cm³, 85 mit 1.498 cm³, beide mit Doppelvergaser und 75 bzw. 85 PS) mit reichhaltiger Ausstattung (Chromakzente, 14-Zoll-Räder, neue Plancia mit Check-Panel) sowie die sportliche 105 TC (1.585 cm³, 105 PS, 180 km/h) mit markantem Design und strafferem Fahrwerk.
Die Ritmo war auch im Motorsport erfolgreich, etwa mit Attilio Bettega, der 1980 beim Monte-Carlo-Rally mit einem Ritmo 75 Sechster wurde.

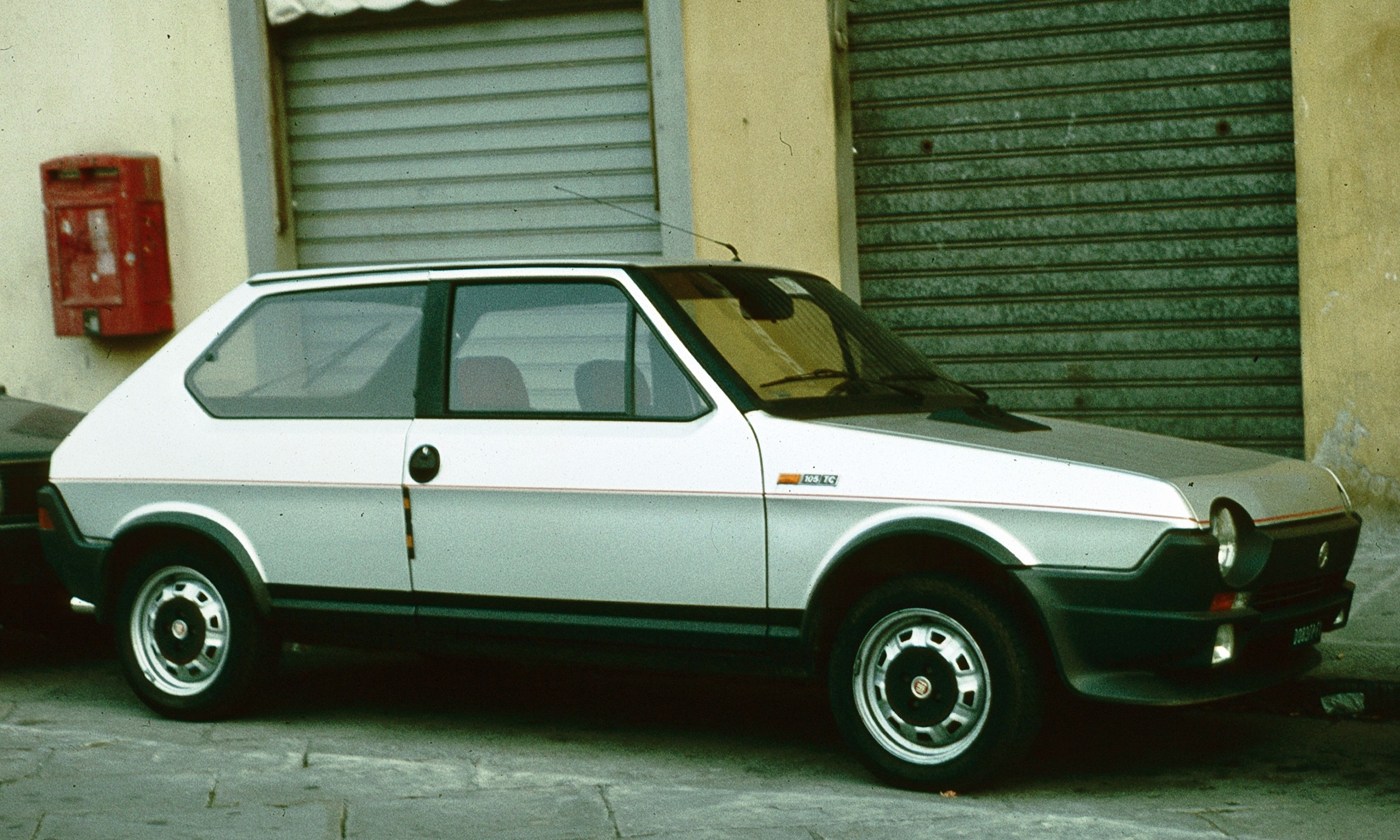
Fiat Ritmo Dreitürer (1981–1982)
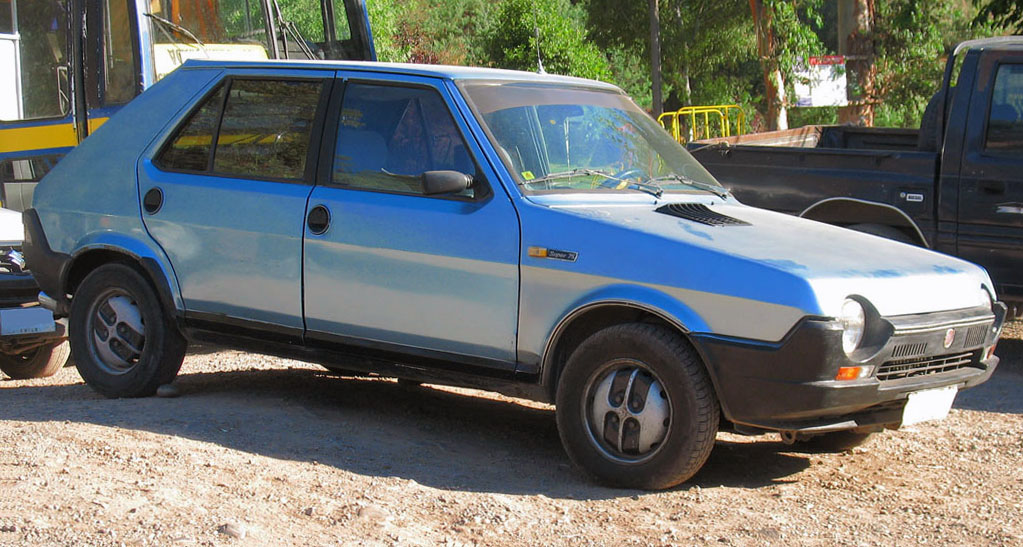
Fiat Ritmo Fünftürer (1981–1982)
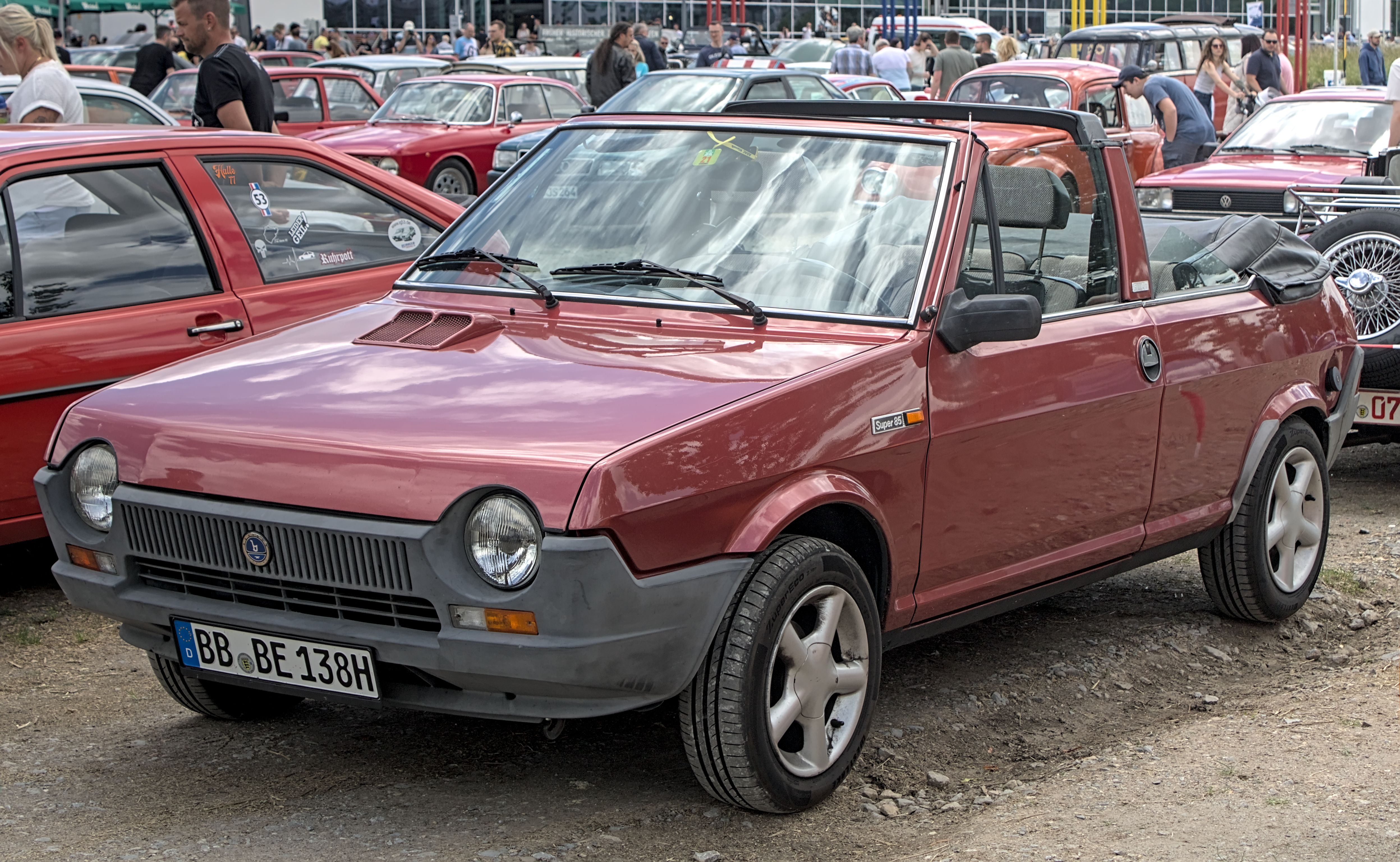
Fiat Ritmo S 85 Cabriolet
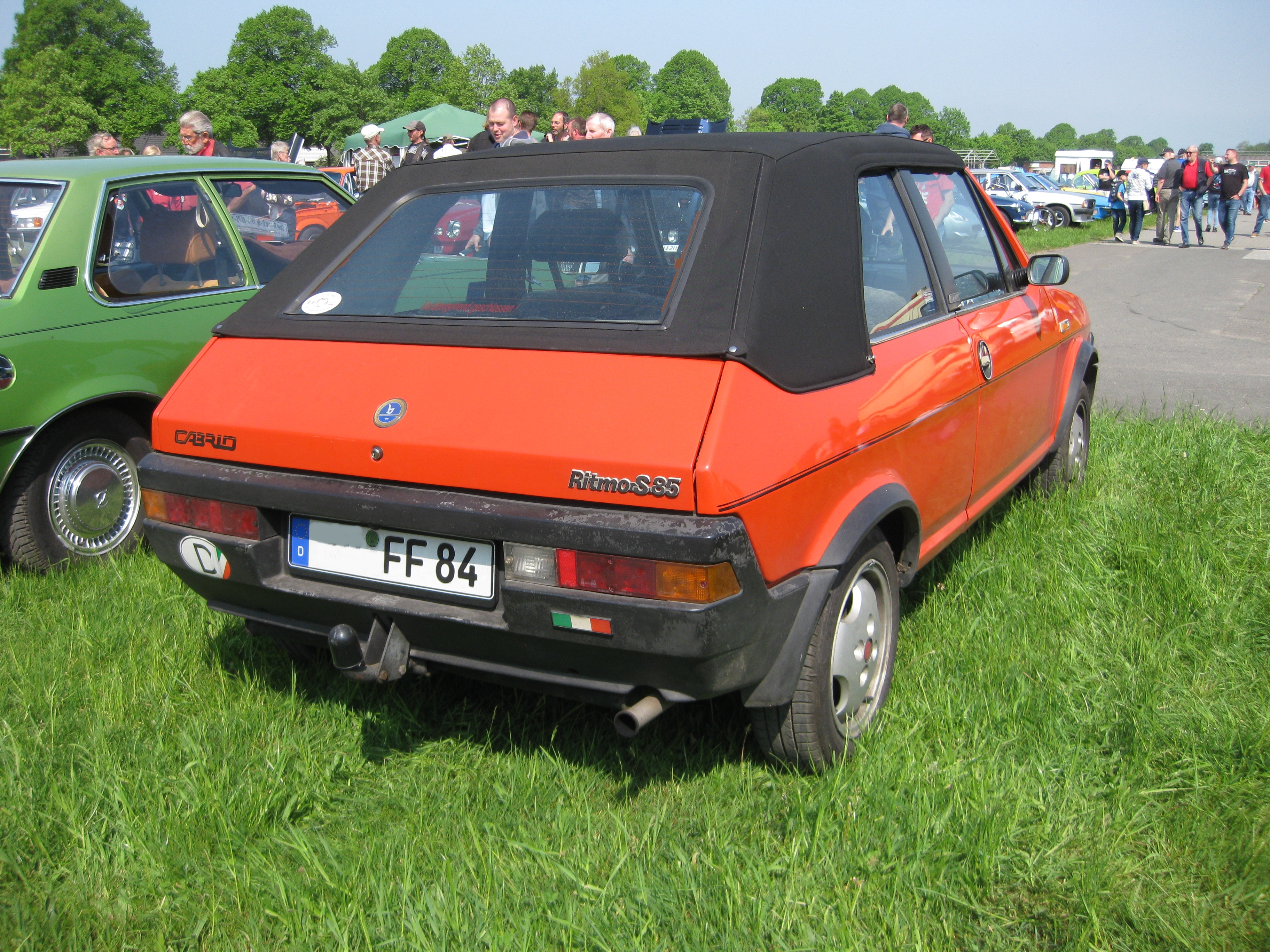
Heckansicht
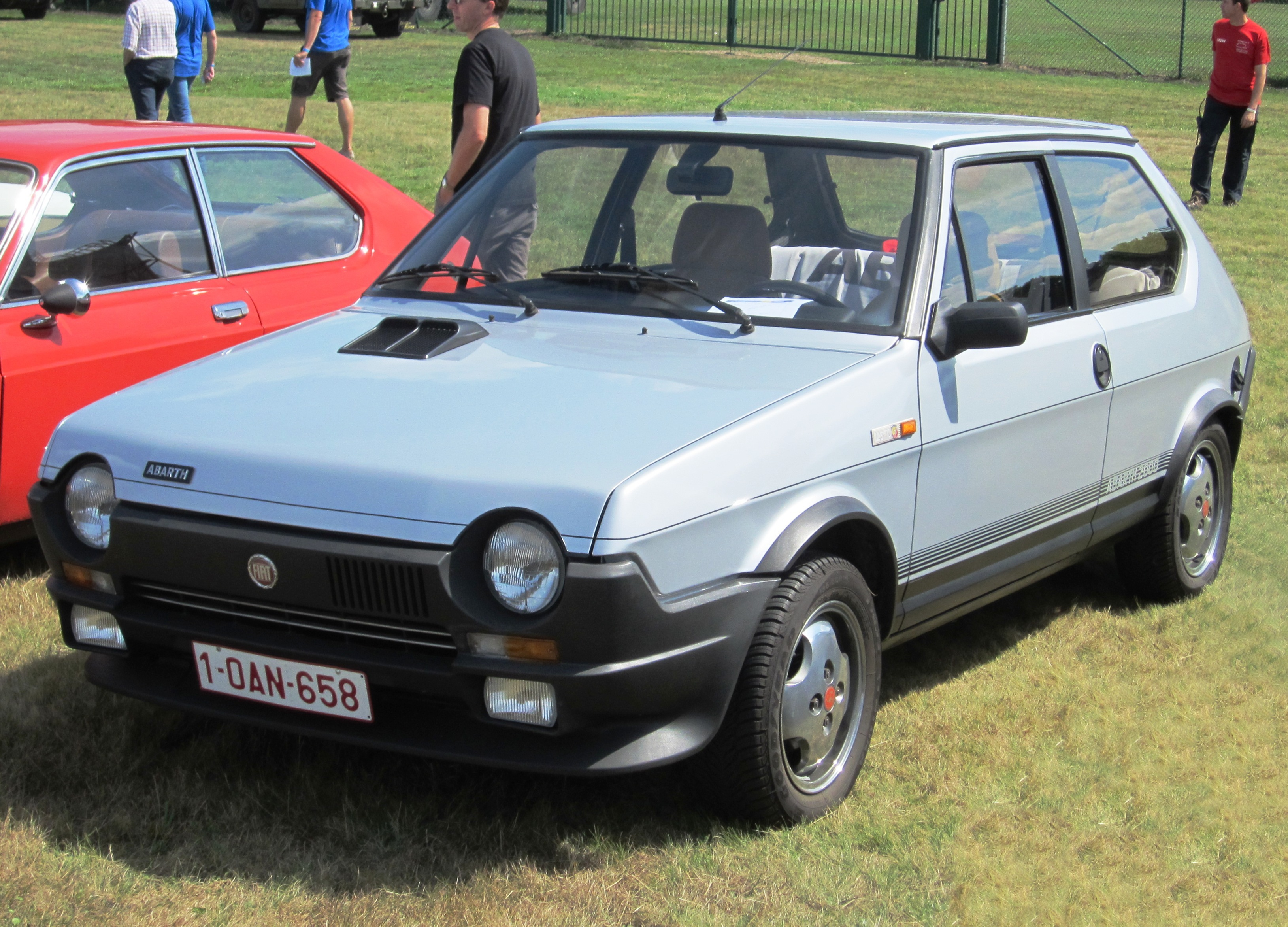
Fiat Ritmo 125 TC Abarth (1981)

### Modellpflege
Ab 1979 führte Fiat Verbesserungen ein, etwa die „Targa Oro“-Sonderserie (spezielle Metalliclackierung mit goldenen Zierstreifen, besseren Sitzen und Nebelscheinwerfern) und der 60L mit einem überarbeiteten 1.049-cm³-Motor aus dem Fiat 127 (60 PS).
1980 kam der Ritmo D mit einem neuen 1.714-cm³-Dieselmotor (55 PS) von Aurelio Lampredi hinzu.
Das Fahrwerk wurde verstärkt und die Lenkung angepasst. Weitere Änderungen umfassten Schutzleisten, ein neues Lüftungssystem, überarbeitete Türen mit einteiligem Glas und besseren Spiegeln sowie eine serienmäßige Servobremse. Ebenso ersetzte man das bisher an der Motorhaube angebrachte Fiat-Zeichen durch den „Lorbeerkranz“, der in der Mitte des vorderen Schutzschildes angebracht war. Die letzten Targa Oro-Modelle erhielten ebenfalls diese Änderung. 
Anfang 1981 erhielten sämtliche Modelle umgestaltete Außenspiegel. Es wurde der Abarth 125 TC (1.995 cm³, 125 PS, 190 km/h) mit ZF-Getriebe, Pirelli-Felgen und Rally-Ambitionen eingeführt. 
Im Oktober 1982 erhielt der Ritmo eine modifizierte Front (mit Doppelscheinwerfern und fünf schrägen Chromstahl-Stäben), große Heckleuchten und konventioneller gestaltete Stoßfänger an Front und Heck. Ebenso wurde die aerodynamisch ungünstige Dachkante entfernt. Gleichzeitig wurde der vorher unter dem Kofferraum angebrachte Kraftstofftank unter die Rücksitzbank versetzt und die Karosseriestruktur verstärkt, um die passive Sicherheit zu verbessern. Der Tankeinfüllstutzen saß nun mit karosseriebündigem Deckel oberhalb des rechten Hinterrades. 
Ursprünglich gab es nur die Normal- sowie die S-Version, mit dem Erscheinen der L-Ausstattung (erkennbar an Einfachscheinwerfern) gab es dann wieder auch einen CL. 
Des Weiteren wurde der Ritmo 60 S ab April 1985 auch in einer Treibstoff sparenden Variante als energy saving vermarktet.
Im September 1985 erfolgte eine weitere Überarbeitung. Die fünftürigen Ritmo erhielten eckige Türgriffe, das hintere Kennzeichen wurde in den Stoßfänger integriert, die Form des Kühlergrills wurde geändert und die Ausstattung aufgewertet. Als Weiteres kam ein 1,6-l-Ottomotor mit 100 PS (74 kW) hinzu.
Wegen der zu dieser Zeit immer weiter verschärften Abgasbestimmungen wurden einige Ausführungen nicht in allen Ländern vertrieben. In Deutschland wurde der Ritmo 75 mit einer niedrig verdichteten 1,5-l-Maschine mit 75 PS (55 kW) als eines der ersten Katalysatorfahrzeuge überhaupt angeboten. Er war für bleifreies Normalbenzin geeignet und mit einem ungeregelten Katalysator von Cromodora ausgerüstet. Diese Ausführung mit ungeregeltem Katalysator war nur von Anfang 1986 bis Ende 1987 erhältlich, das Gemisch wurde noch per Vergaser (mit Choke) aufbereitet. Anschließend gab es den Ritmo mit geregeltem Katalysator nach US-Norm und Einspritzanlage als Ritmo 75 i.e.
In Österreich war eine Zeit lang nur der 70-PS-Ottomotor (51 kW) sowie der Turbodiesel erhältlich.
Im Mai 1987 wurde die Fertigung des Ritmo Cabrio eingestellt. Es erhielt keinen Nachfolger. Erst ab April 1994 war mit der offenen Version des Punto wieder ein Cabriolet von Fiat erhältlich.
Ab Januar 1988 war der Ritmo nur noch mit dem 75 PS starken 1,5-l-Motor mit Katalysator lieferbar.
Die Produktion der drei- sowie fünftürigen Varianten des Ritmo wurde im November 1988 beendet. Seine Nachfolge trat der Fiat Tipo an, der 1989 den Titel „Auto des Jahres“  gewann.

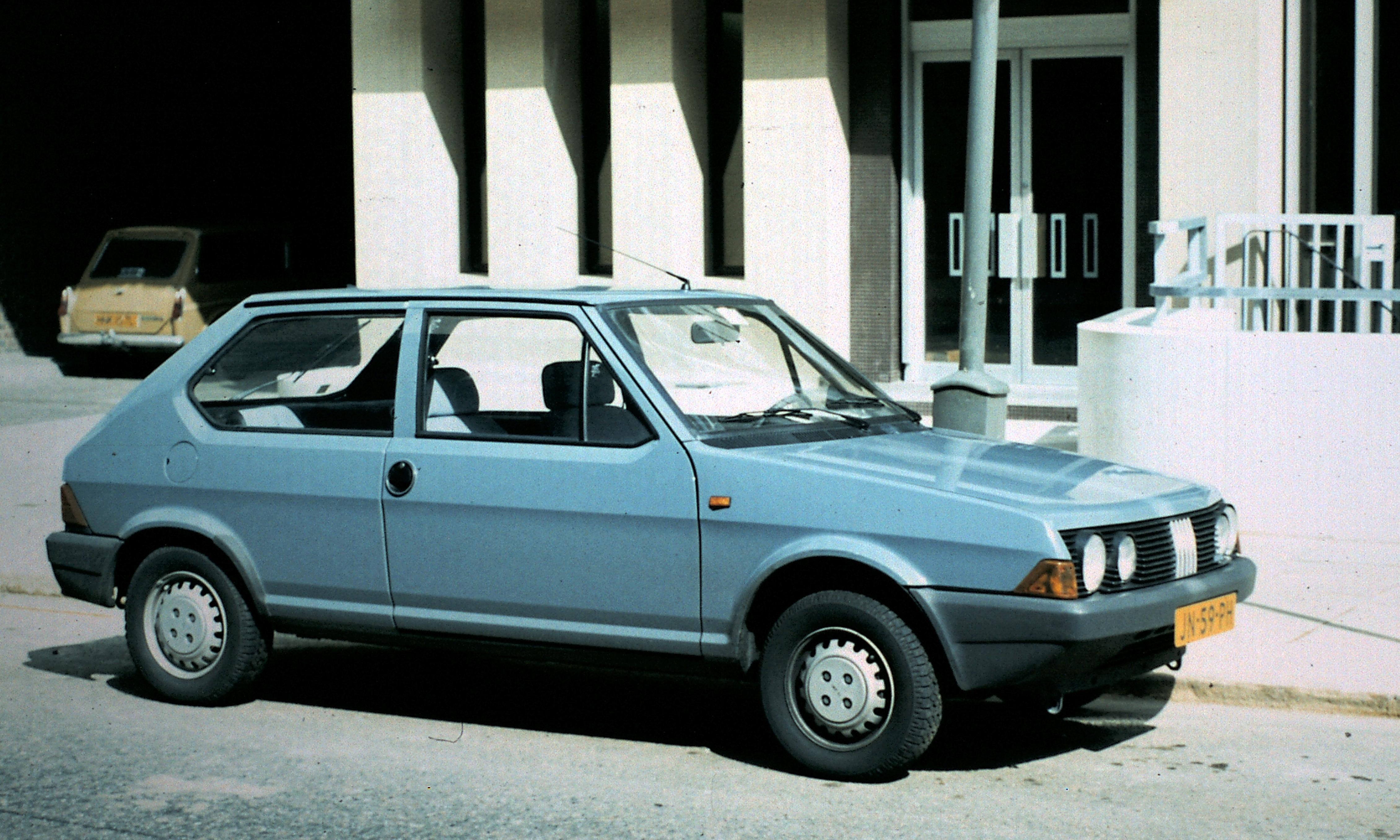
Fiat Ritmo Dreitürer (1982–1988)
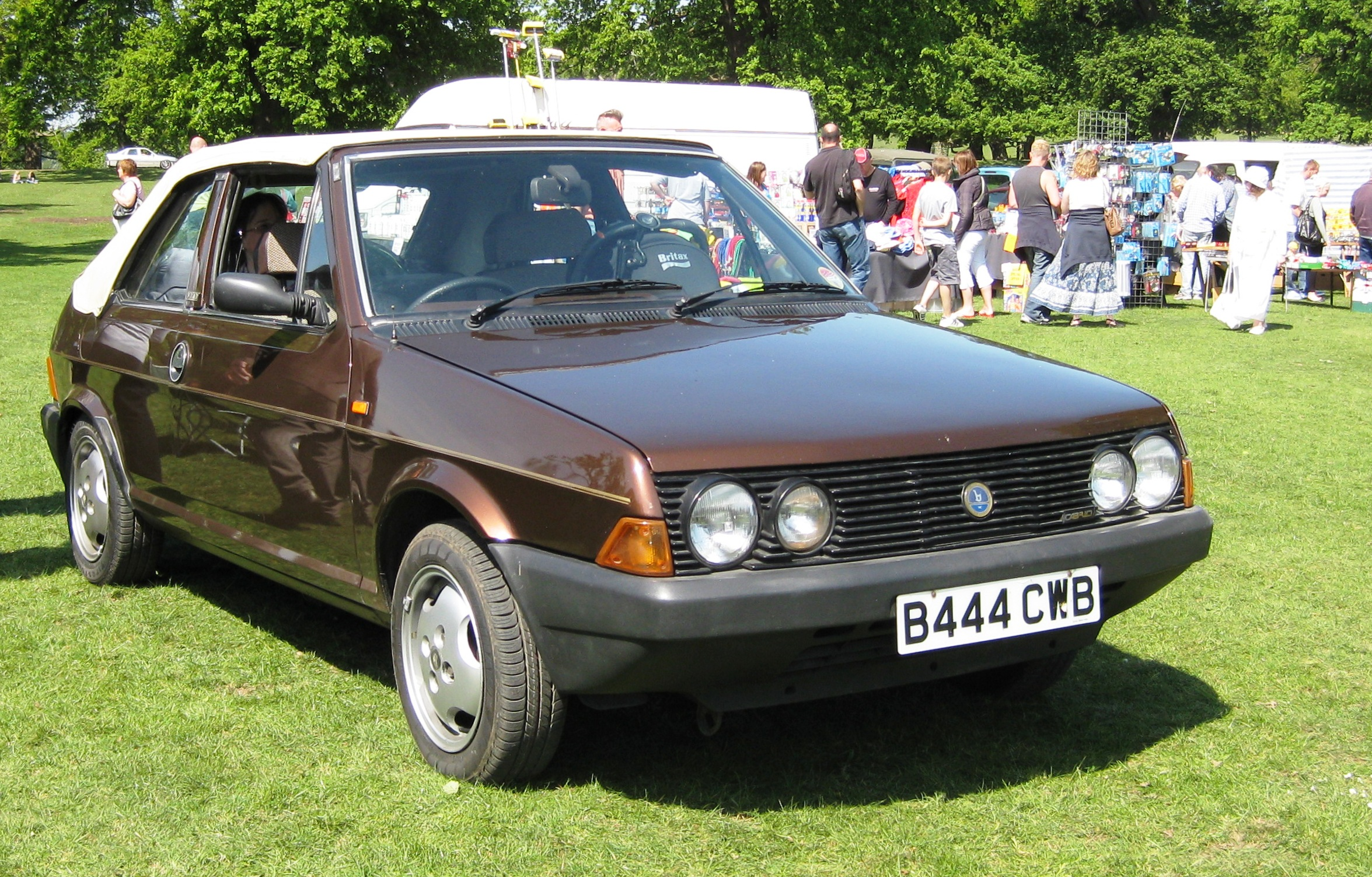
Fiat Ritmo Cabriolet (1982–1987)
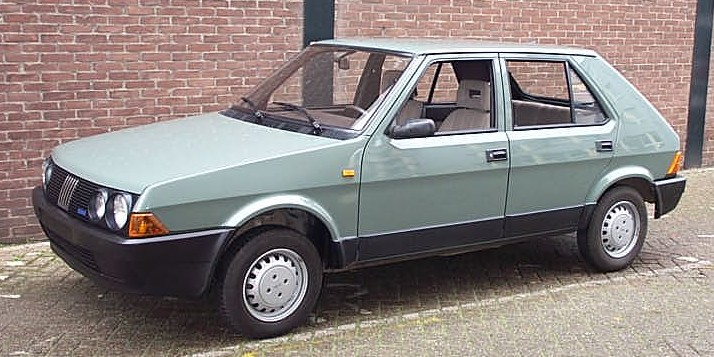
Fiat Ritmo Fünftürer (1985–1988)
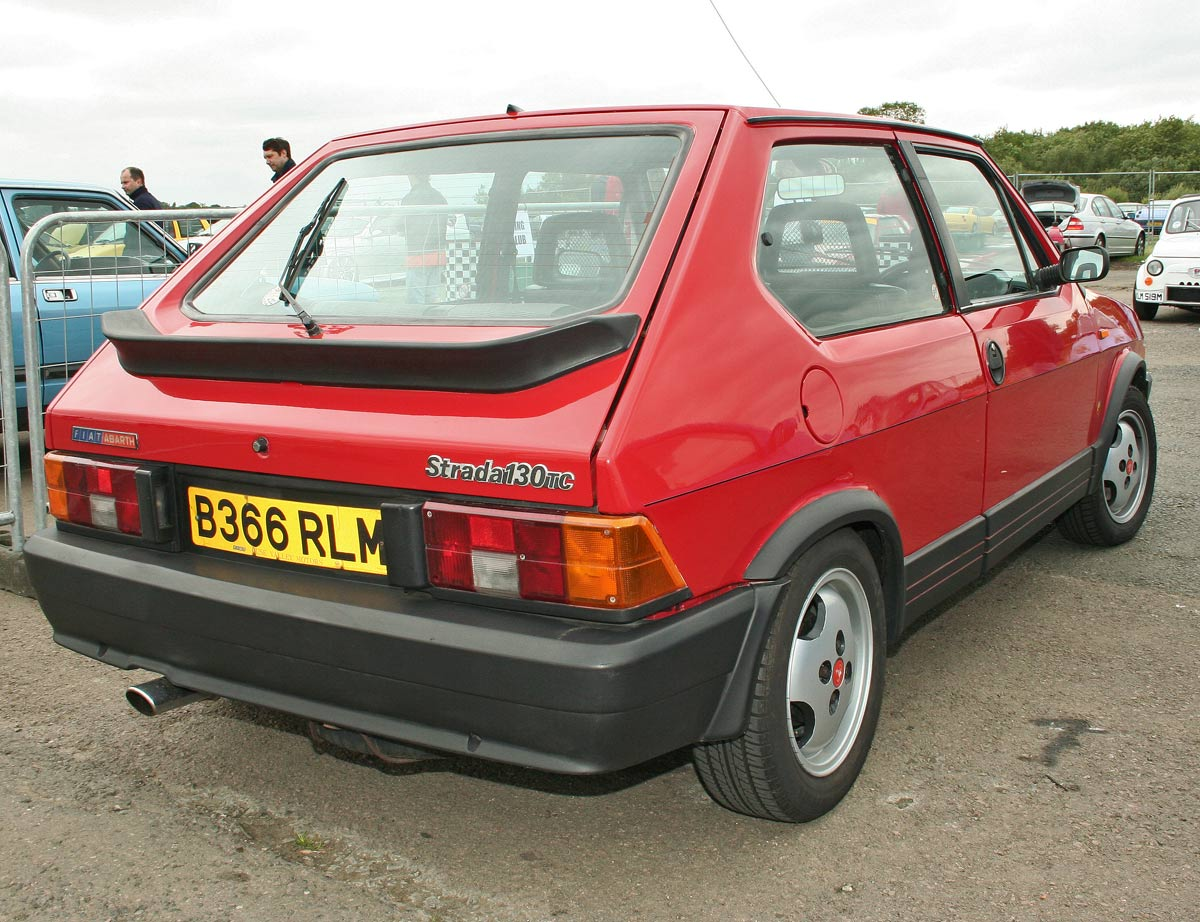
Fiat Strada 130 TC Abarth (1985)
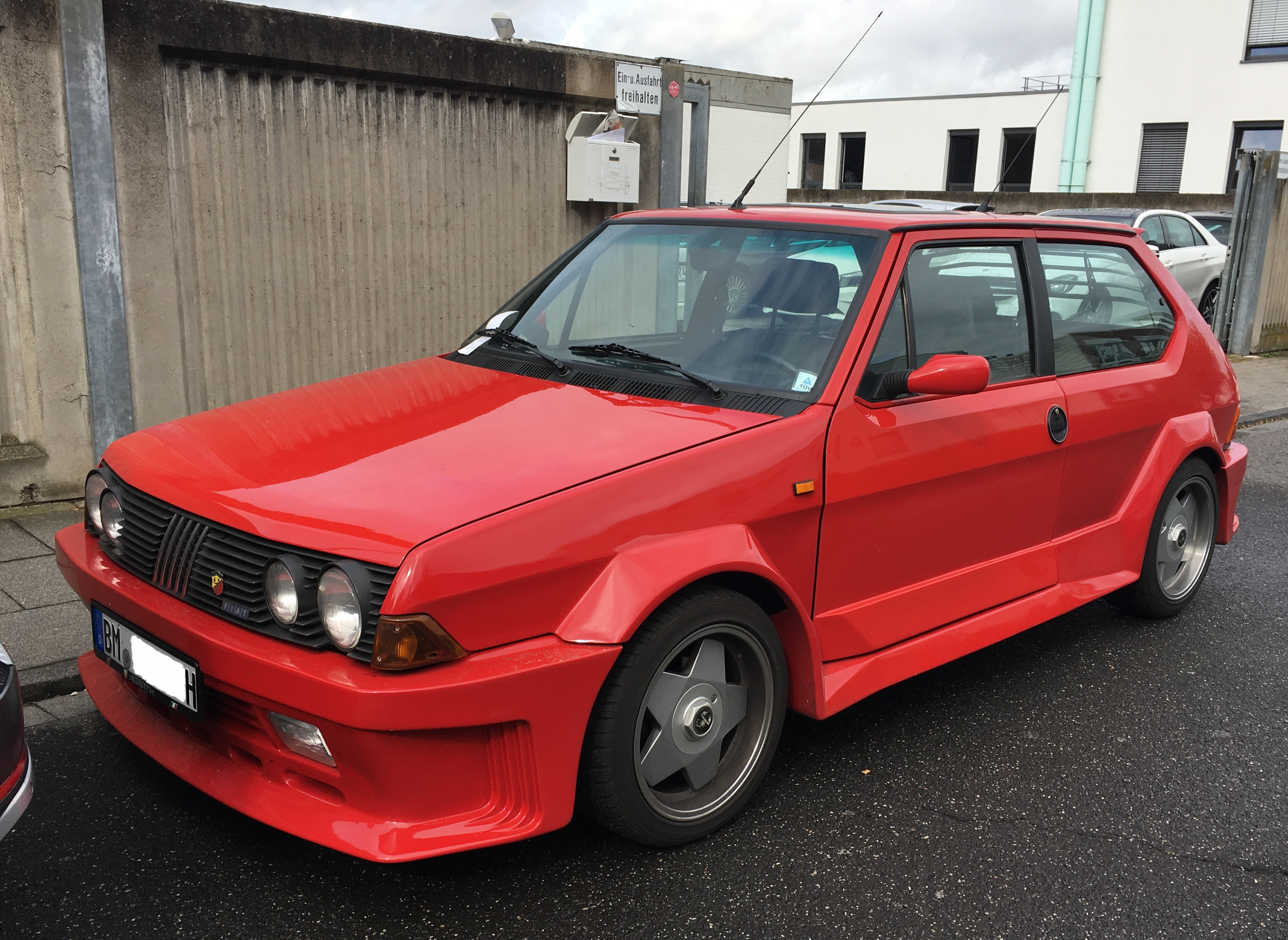
Fiat Ritmo mit Tuningsatz

## Weitere Varianten

### Seat Ritmo/Ronda/Malaga
Anfang 1979 wurde mit der Produktion des Seat Ritmo begonnen, der im Zuge der Trennung der beiden Marken Fiat und Seat nach einer optischen und technischen Überarbeitung im Sommer 1982 in Ronda umbenannt wurde. Im Frühjahr 1985 kam die Stufenheckversion Malaga hinzu, die nach Produktionsende des Ronda im Spätherbst 1986 diesen auch ersetzte.

### Fiat Regata/Strada
Im Spätsommer 1983 erschien der Fiat Regata als Nachfolger des 131 Mirafiori. Technisch basierte er auf dem Ritmo, allerdings mit Stufenheckkarosserie. Im Herbst 1984 folgte noch die Kombiversion mit dem Namen Weekend. Die Produktion beider Regata-Varianten wurde Anfang 1990 eingestellt.
Nach Großbritannien und in die USA wurde der Ritmo als Fiat Strada exportiert. Die Fahrzeuge für die USA erhielten voluminöse aufgesetzte Stoßfänger nach amerikanischer Norm.

### Introzzi Villa d’Este
Das lombardische Karosseriebauunternehmen Officine Introzzi veredelte einige zweitürige Ritmos. Die nach einem Palast am Comer See Villa d’Este benannte Baureihe war äußerlich an einer sehr breiten C-Säule und einem mit Vinyl bezogenen Dach zu erkennen. Im Innenraum waren die Fahrzeuge mit einer Lederpolsterung, einem Fernseh- sowie einem Diktiergerät ausgestattet.

## Ausstattungsvarianten
Die Ausstattungsvarianten waren:
1978 bis 1982:
- L
- CL
- Super
- 105 TC
- 125 TC Abarth (Sportversion)

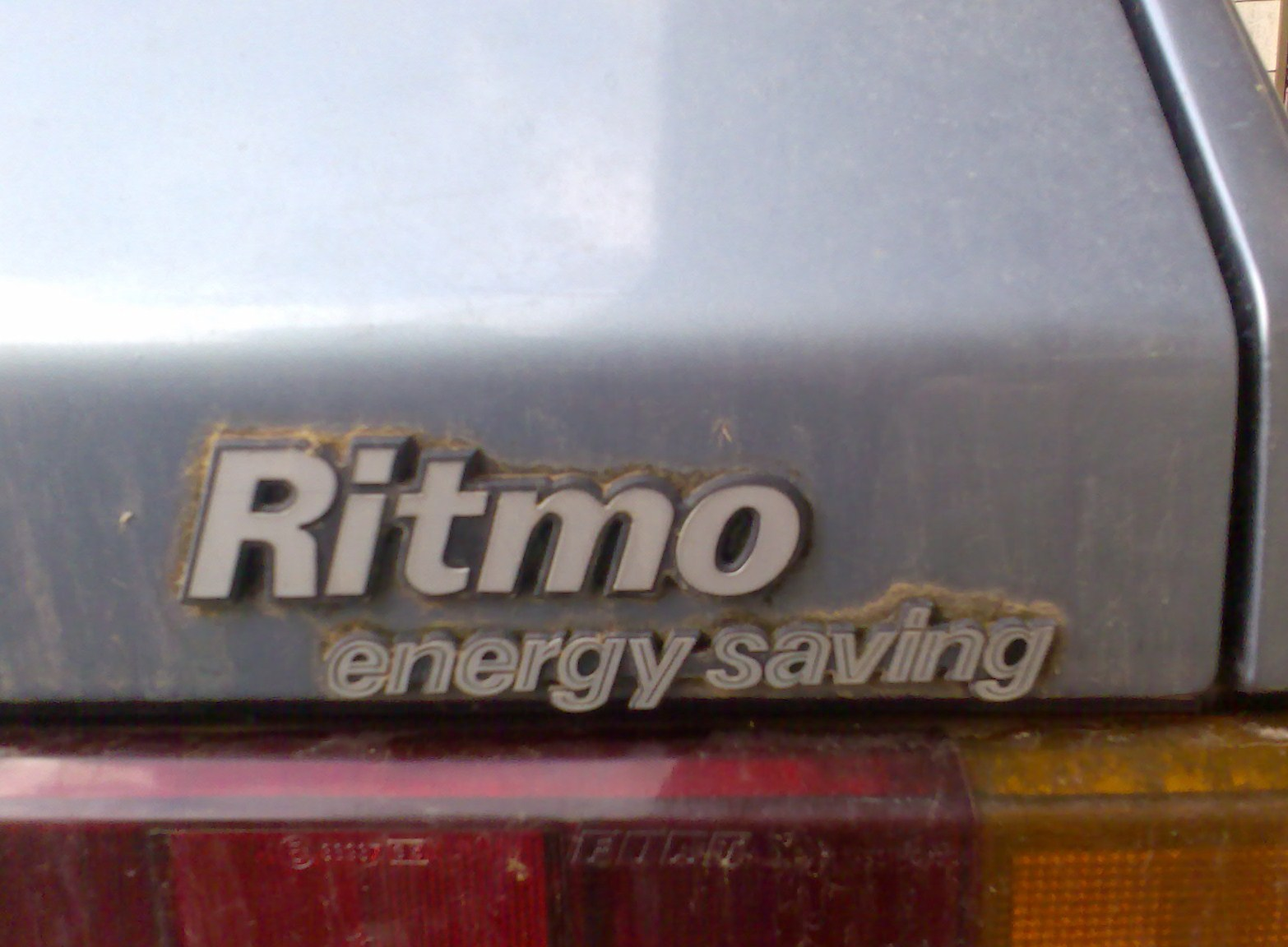
Ritmo Energy Saving

- Sonderserie Targa Oro (braune Metalliclackierung, braune Alcantara-Innenausstattung, Drehzahlmesser)

1982 bis 1988:
- Grundmodell (später CL)
- L (unterhalb der CL-Version, erkennbar an Einfachscheinwerfern)
- Super
- Energy Saving (Kraftstoff sparendes Modell)
- 130 TC Abarth
- 125 TC Abarth für Österreich, Schweiz und Frankreich unter der Firmierung Steyr Daimler Puch aufgrund Steuerbestimmungen der drei Länder bis 125 PS

## Motorvarianten
Der Ritmo wurde mit verschiedenen Otto- und Dieselmotoren angeboten:

### Ottomotoren
- 1,05 l, 44 kW / 60 PS (09/1978–09/1982)
- 1,1 l, 40 kW / 55 PS (10/1982–10/1985)
- 1,1 l, 43 kW / 58 PS (04/1985–12/1987)
- 1,3 l, 48 kW / 65 PS (03/1978–08/1985)
- 1,3 l, 50 kW / 68 PS (01/1983–04/1985)
- 1,3 l, 55 kW / 75 PS (01/1981–09/1982)
- 1,5 l, 55 kW / 75 PS (03/1978–11/1988)
- 1,5 l, 58 kW / 79 PS (08/1985–05/1987)
- 1,5 l, 60 kW / 82 PS (01/1983–12/1987)
- 1,6 l, 66 kW / 90 PS (09/1985–12/1987)
- 1,6 l, 74 kW / 100 PS (01/1983–12/1987)
- 1,6 l, 77 kW / 105 PS (05/1981–12/1987)
- 2,0 l, 92 kW / 125 PS (11/1981–09/1982)
- 2,0 l, 92 kw / 125 PS (04/1983–12/1987)
- 2,0 l, 96 kW / 131 PS (04/1983–12/1987)

### Diesel
- 1,7 l, 40 kW / 55 PS (10/1979–09/1982)
- 1,7 l, 43 kW / 58 PS (10/1979–10/1985)
- 1,7 l, 45 kW / 60 PS (05/1985–12/1987)
- 1,9 l, 59 kW / 80 PS (Turbodiesel; 12/1985–12/1987)